# مصلحة الضرائب (مصر)
مصلحة الضرائب المصرية هي مصلحة حكومية مصرية مسؤولة عن جمع الضرائب في مصر، وتتبع وزارة المالية، أنشأت بقرار رئيس جمهورية مصر العربية رقم 154 لسنة 2006 بدمج مصلحتي الضرائب العامة والضرائب علي المبيعات.

## الجهات التابعة
- المعهد القومي للتدريب الضريبي.

## وصلات خارجية
- الموقع الرسمي